# ملدوژم
شهر ملدوژم (به فرانسوی: Maldegem) در شهرستان اکلو  در استان فلاندری شرقی  در منطقه فلاندری در کشور بلژیک واقع شده‌است.